# 维莉·登奥登
维莉·登奥登（荷蘭語：Willy den Ouden，1918年1月1日—1997年12月6日），荷兰女子游泳运动员。她曾代表荷兰参加1932年和1936年夏季奥林匹克运动会游泳比赛，获得一枚金牌和二枚银牌。